# Coenosia capitulata
Coenosia capitulata este o specie de muște din genul Coenosia, familia Muscidae, descrisă de Stein în anul 1910.
Este endemică în Sri Lanka. Conform Catalogue of Life specia Coenosia capitulata nu are subspecii cunoscute.